# Les Rois maudits
Pour les articles homonymes, voir Les Rois maudits (homonymie).
Les Rois maudits est une suite romanesque historique écrite par Maurice Druon avec une équipe de collaborateurs, entre 1955 et 1977, basée sur la légende inventée par le chroniqueur italien Paolo Emilio selon laquelle le dernier grand maître du Temple Jacques de Molay aurait lancé, en 1314, une malédiction sur le bûcher à l'encontre du roi de France Philippe IV le Bel, du pape Clément V, de Guillaume de Nogaret et de leurs héritiers et descendants « … jusqu’à la treizième génération ».
L'intrigue se développe dans un contexte de rivalité pour la succession au trône de France de 1314 à 1356 sous les règnes de Philippe le Bel à Jean le Bon : cette rivalité débouche par les liens dynastiques sur la guerre de Cent Ans entre la France et l’Angleterre. L’intrigue  se développe également sur deux autres niveaux : la rivalité pour la succession d’Artois entre Mahaut d’Artois et son neveu Robert d’Artois fournit la trame principale, et l’idylle amoureuse entre le banquier Guccio Baglioni et la noble Marie de Cressay une trame secondaire.
Les événements relatés interviennent à un moment où la royauté s’efforce de construire un État qui émerge et s'affirme au détriment de l'ordre féodal, les grands seigneurs gardant bien souvent pour objectif de consolider et accroître leur situation personnelle. Les Rois maudits est également l’occasion de montrer l’articulation entre les différentes branches de la maison prolifique issue de Hugues Capet.
L’œuvre littéraire comprend au total 7 volumes, six publiés de 1955 à 1960 et le dernier en 1977. Elle a donné lieu à deux adaptations télévisées en 1972 et en 2005. Le succès des romans de Druon popularise la légende de la malédiction des Templiers et marque durablement la culture populaire : l'écrivain américain George R. R. Martin, qui signe par ailleurs la préface d'une réédition, la cite comme son inspiration majeure pour sa propre saga Le Trône de fer (Game of Thrones).

## Présentation générale de l'œuvre

### Le cadre historique
Les romans racontent, en partant de la conclusion de l'affaire du Temple, l'histoire de la succession de Philippe le Bel au trône de France : les tribulations de ses successeurs Louis X le Hutin, Jean Ier le Posthume, Philippe V le Long, Charles IV le Bel et les premiers Valois, avec leur entourage de vassaux, de conseillers et de financiers.
Au début du XIVe siècle, le roi Philippe le Bel, réputé glacial et majestueux, règne d’une main de fer sur la France. Sous son règne, « la France est grande et les Français malheureux ». Philippe le Bel a trois fils et une fille :
- Louis, dit Louis le Hutin, héritier du trône ;
- le comte Philippe de Poitiers, homme sage et pondéré ;
- Charles le Bel, surnommé « l'oison » en raison de sa faible intelligence ;
- Isabelle de France, mariée à Édouard II, roi d’Angleterre.

Ainsi, tout semble aller pour le mieux puisque la descendance est apparemment largement assurée, et que de plus, un rapprochement entre la France et l’Angleterre est assuré grâce au mariage d’Isabelle.
Cependant, de la découverte de l'adultère des belles-filles du roi jusqu'à la revendication du trône de France par Édouard III d'Angleterre, en passant par les intrigues des membres de la famille royale, bien des péripéties vont finir par déclencher la guerre de Cent Ans.
Parallèlement à cela, un conflit agite l’Artois. En effet, un fait inhabituel est survenu dans la famille du comte : Philippe d’Artois est mort du vivant de son père, le comte Robert II. Quand ce dernier meurt à son tour en 1302, la question de la succession se pose : est-ce le fils de Philippe, Robert III, ou la tante de ce dernier Mahaut, fille cadette de Robert II, qui doit lui succéder ? L’affaire est portée devant la justice royale et le roi Philippe le Bel donne raison à Mahaut. Néanmoins Robert ne lâche pas prise.
Druon bâtit sa trame sur l'histoire réelle, sur les légendes promues réalités historiques et sur les personnalités de l'époque, de 1314 jusqu'aux débuts de la guerre de Cent Ans. Il raconte en filigrane l'épopée de Robert d'Artois qui cherche à récupérer son comté, et la romance de Marie de Cressay avec Guccio Baglioni, banquier de Sienne issu de la grande famille des Tolomei. Des personnages célèbres font leur apparition, parfois en rôle central, parfois de façon périphérique, comme Pétrarque qui décrit Avignon, la ville des papes, comme un lieu de corruption, et son ami Dante.

### Les ressorts de l'intrigue: la psychologie des grands seigneurs
Les puissants seigneurs qui détiennent le pouvoir, qu'ils soient rois, ducs, comtes, barons, papes ou évêques, sont souvent décrits comme égocentriques, avides d'honneurs et d'argent, voire cruels. Ils se battent pour l'obtention de titres prestigieux (pair de France) et de fiefs (Artois, Navarre). Charles de Valois, frère de Philippe le Bel, est un grand seigneur ambitieux. Selon l’expression consacrée, il a été « fils, frère et père de roi (Philippe VI), jamais roi », malgré ses titres de roi titulaire d’Aragon et d’empereur titulaire de Constantinople. Il est présenté dans le roman comme étant très dépensier et donc toujours à la recherche d’argent frais (voir La reine étranglée, l'hôtel de Valois). Son neveu Philippe de Poitiers l’achète pour obtenir son soutien lors de son couronnement, mais c’est à Mahaut d'Artois, sa belle-mère, qu’il accorde l’honneur de soutenir la couronne posée sur sa tête lors de son sacre (voir La loi des mâles, les cloches de Reims).
Les seigneurs de l’époque mènent grand train de vie, dépensent leurs revenus et s’endettent sans compter auprès d’hommes d’affaires, tel le banquier lombard Tolomei. Ces derniers en profitent pour leur vendre des marchandises coûteuses et utiliser leurs confidences pour se livrer à des spéculations rémunératrices (voir La Reine étranglée, le Pied de Saint Louis).
L'auteur montre l'absence d'intérêt et même le mépris des puissants pour un peuple affligé par les impôts, la guerre, les pillages et les viols. Robert d'Artois, gendre de Charles de Valois et neveu de Mahaut, n’hésite pas à ravager les terres d’Artois, fief de son grand-père dont il revendique la possession contre Mahaut (voir La loi des mâles, puisqu'il faut nous résoudre à la guerre). Les meurtres et les viols qu’il commet ne suscitent en lui que l’amusement de repeupler la contrée par des roturiers issus de son sang.
Robert d'Artois est décrit comme une force de la nature animée par les passions humaines, le pendant masculin de sa tante Mahaut. L'ouvrage dresse au demeurant un portrait moral accablant de Robert d'Artois. Il fréquente assidûment prostituées et personnages douteux. Lorsqu'il rend la justice dans ses fiefs, il prend plaisir à provoquer le déballage des turpitudes humaines et juge avec une mansuétude complice les mécréants.
Dans l'écheveau d'ambitions individuelles se distinguent les personnalités qui ont le sens de l'intérêt public. Avant de mourir, Philippe Le Bel rencontre un paysan qui lui est reconnaissant d'avoir pris les mesures qui ont permis son affranchissement (voir Le Roi de fer, le rendez-vous de Pont Sainte Maxence). L'auteur met de même en évidence Philippe V le Long ou Édouard III ainsi que certains fonctionnaires royaux particulièrement honnêtes et compétents, tels Enguerrand de Marigny, le connétable de France Gaucher de Châtillon, le chancelier Miles de Noyers ou Alain de Pareilles, chef des arbalétriers.
Chacun des protagonistes est montré dans son ambiguïté, Louis X dans sa versatilité et sa faiblesse face aux femmes, Philippe V qui sacrifie à son ambition, Édouard II d'Angleterre noble dans son abdication, Charles de Valois dans son repentir (demandant pardon à l'âme de Marigny), etc.

### La production littéraire et cinématographique
En fait, en été 1949 à Rome, en lisant l'histoire des Valois, Maurice Druon veut rédiger treize ouvrages consacrés à treize rois Valois, de Philippe VI à Henri III. Or, ce projet initial doit être provisoirement modifié en faveur des rois de France les plus mal connus, à la suite de ses études sur les derniers Capétiens directs.
Maurice Druon n'a jamais caché que sa série Les Rois maudits avait été le résultat d'un travail d'atelier. Au nombre des collaborateurs qu'il remercie dans ses différentes préfaces, on relève les noms de Gilbert Sigaux, Matthieu Galey, Pierre de Lacretelle, Georges Kessel, Christiane Grémillon, José-André Lacour et Edmonde Charles-Roux, parmi quelques prête-plume de moindre envergure.
Les six premiers volumes sont publiés entre 1955 et 1960 par Del Duca. Ils font l'objet d'une nouvelle édition, corrigée sur la forme, en 1965 et 1966.
C’est avec le tome 6 que s’arrête l’histoire proprement dite des Rois maudits. Dans le dernier tome de son récit, Quand un roi perd la France (1977), Druon raconte, à travers le personnage du cardinal Hélie de Périgord, les débuts catastrophiques de la guerre de Cent Ans avec son cortège de batailles perdues pour la France, les règnes désastreux de Philippe VI de Valois et de Jean II le Bon, les tribulations du roi de Navarre, le règne de Gaston Fébus. Ce tome est complètement distinct des autres, en particulier par son style, narré à la première personne par le personnage du cardinal, sous forme d’entretiens qu’il a au cours d’un voyage de Périgueux à Metz qui le mène à la cour de l’empereur Charles IV.
En 1973, les premières éditions de poche sortent grâce à Librairie générale française, filiale d'Hachette. En 1977, en même temps que la sortie du 7e volume, toute la série est rééditée par les éditions Crémille et Famot. En 2013, une édition brochée est publiée par les éditions Omnibus. En 2019, une édition brochée regroupant tous les volumes sort aux éditions Plon, avec une préface de George R. R. Martin.
Les sept volumes des Rois maudits ont été traduits en — au moins — dix langues. Ace Books publie la première édition des Rois Maudits en 1958 aux États-Unis. La publication de la série s'étale entre 1958 et 1963 ; malheureusement le succès n'est pas au rendez-vous, ce qui n'incite pas les éditeurs à traduire le septième volume, sorti 17 ans plus tard.
Après son succès de librairie, Maurice Druon, devenu académicien en 1966, participe à une première adaptation télévisée, réalisée avant la parution du septième volume et diffusée en 1972, dans une réalisation signée Claude Barma et une adaptation de Marcel Jullian. Une nouvelle adaptation, réalisée par Josée Dayan et scénarisée par Anne-Marie Catois, est diffusée en France sur France 2 (2005) et au Canada sur Radio-Canada (2006).
Une version audio, lue par François Berland (tomes 1 à 6) et Éric Herson-Macarel (tome 7), est réalisée et diffusée à partir de 2003 par les éditions Livraphone.
En 2013, George R. R. Martin rédige un billet de blog considérant Maurice Druon comme son « héros », et explique s'être inspiré des Rois Maudits pour écrire son cycle de romans Le Trône de fer, dont Game of Thrones est l'adaptation en série télévisée. Il juge à ce titre que « Les Capétiens et les Plantagenêts n'ont rien à envier aux Stark et aux  Lannister ». Grâce à la popularité de George R. R. Martin, cette publicité incite plusieurs éditeurs à rééditer les livres pour la première fois en 40 ans.

## Épisodes

### Le Roi de fer(1955)
Le roi Philippe le Bel règne avec une poigne de fer sur la France. Toujours en quête d'argent, il s'est emparé des biens des Templiers après avoir confisqué ceux des Juifs qu’il a chassés. Pour justifier sa politique, il a fait monter de toutes pièces un procès contre les Templiers avec l'aide du Pape Clément V qui lui doit son ascension au trône de saint Pierre.
Robert d'Artois va jusqu'en Angleterre pour convaincre la fille du roi, Isabelle, reine d'Angleterre, délaissée par son mari homosexuel et aigrie, de l'aider à prouver l'adultère des femmes de deux de ses trois frères, Marguerite et Blanche. Il cherche ainsi à se venger de la mère de Jeanne et Blanche, sa tante Mahaut, comtesse d'Artois, qui, selon lui, lui a volé son héritage légitime, le comté d'Artois.
Le frère cadet de Philippe le Bel, Charles, comte de Valois, a priori écarté de toute chance d'accéder un jour au trône et amer, tente de son côté de saper l'influence de Guillaume de Nogaret, premier conseiller et Garde des Sceaux, et d'Enguerrand de Marigny, grand chambellan de France. 
Lorsque le procès de l'ordre du Temple se termine, le grand maître, Jacques de Molay, sur le bûcher avec un de ses compagnons, maudit ses accusateurs, le pape Clément V, Guillaume de Nogaret et le roi Philippe, ainsi que leur descendance sur 13 générations, et les avertit, avant de mourir brûlé, qu'avant un an ils auront tous trois à comparaître devant le « Tribunal de Dieu ».
Marguerite et Blanche, piégées par la machination ourdie par Robert d'Artois, sont condamnées à la réclusion à perpétuité, tandis que leurs amants respectifs, Gautier et Philippe d'Aunay, sont torturés, émasculés et exécutés. Quant à Jeanne, innocente de l'adultère mais complice du scandale, elle est emprisonnée pour une durée indéterminée et laissée à la discrétion du roi.
Alors que le roi s'apprête à demander au Pape Clément V, qui n'a rien à lui refuser, l'annulation du mariage de ses fils, il apprend que, quarante jours après l'exécution de Molay, le pape est mort de fièvre.
Mahaut, pour sa part, qui tient à tort Nogaret pour responsable de la chute de ses filles, charge Béatrice d'Hirson, sa principale dame de parage, d'organiser la mort de Nogaret, ce qui est fait grâce à une bougie empoisonnée.
Enfin, Philippe le Bel lui-même, foudroyé par une hémorragie cérébrale lors d'une chasse, meurt quelques jours plus tard.
Le début de la prophétie de Jacques de Molay est accompli. Reste à savoir ce qui va advenir de la suite

### La Reine étranglée(1955)
Louis X, le fils aîné de Philippe, est couronné, mais sa femme adultère Marguerite reste emprisonnée au Château-Gaillard. Cherchant à se remarier, Louis envoie Robert d'Artois pour engager Marguerite à signer une déclaration stipulant que son mariage avec Louis n'a jamais été consommé et que sa fille Jeanne est illégitime. Elle refuse, ce qui empêche Louis d'annuler son mariage pour épouser Clémence de Hongrie, dans le cadre d'une vacance pontificale et d'une élection bloquée par l'échec du conclave à élire un nouveau pape.
Marigny constate que ses ennemis, dont principalement Charles, comte de Valois, l'excluent systématiquement du cercle restreint du nouveau roi. Le frère de Louis, Philippe de Poitiers, et Valois essaient tous les deux d'exercer une certaine influence sur le roi indécis, Philippe pour le bien du royaume et Valois pour son intérêt personnel. Finalement brisée par son incarcération, Marguerite se ravise, mais ses « aveux » n'atteignent jamais Robert. À son retour dans sa prison, Marguerite est malade de son enfermement et Lormet, l'homme de main de Robert d'Artois, l'étrangle. D'Artois parvient, avec l'aide du banquier Tolomei, à monter un dossier de poursuites pénales qui permet de condamner à mort Marigny grâce aux révélations de son propre frère compromis, Jean de Marigny.

### Les Poisons de la Couronne(1956)
Louis X, maintenant veuf, épouse la belle Clémence de Hongrie qui découvre la liaison de celui-ci avec la lingère Eudeline, dont une fille illégitime est le fruit, ce qui incite Louis à lui avouer tous ses péchés et à jurer d'en faire pénitence. Mahaut et Béatrice utilisent un philtre d'amour pour s'assurer que Philippe se reprenne et fasse libérer sa femme, Jeanne II de Bourgogne.
L'oncle de Louis X, Charles de Valois, continue d'influencer le cours des affaires royales en essayant d'obtenir l'allégeance de la nouvelle reine, sa nièce par son précédent mariage. À cause des manigances de Robert d'Artois, les barons de Mahaut se révoltent et Louis est obligé d'intervenir en défaveur de Mahaut. Celle-ci refuse de se soumettre à son arbitrage et l'empoisonne avec l'aide de Béatrice. Il meurt, laissant derrière lui une Clémence enceinte et une cour en ébullition.
Le neveu de Tolomei, le jeune banquier Guccio Baglioni, épouse en secret la noble Marie de Cressay.

### La Loi des mâles(1957)
Avec Louis X mort et Clémence de Hongrie enceinte, Charles de Valois et Philippe de Poitiers complotent l'un contre l'autre pour la régence. Dans les coulisses, le frère de Marguerite, Eudes IV de Bourgogne, cherche à défendre les droits de la fille de Louis et de sa première femme Marguerite, Jeanne.
Philippe prend de vitesse son rival et s'empare du pouvoir. Il enferme les cardinaux à Lyon pour l'élection rapide d'un pape : Jacques Duèze se fait passer pour mourant et obtient son élection sous le nom de Jean XXII. Marie de Cressay donne naissance au fils de Guccio et quelques jours après Clémence donne naissance au fils de Louis, Jean. Hugues de Bouville et sa femme Marguerite enrôlent alors Marie comme nourrice du jeune roi.
Hugues de Bouville prend l'initiative d'échanger le roi Jean avec l'enfant de Marie, conscient qu'il est le seul obstacle entre le pouvoir et Philippe allié par sa femme à Mahaut. Lorsque ce bébé est présenté aux barons, il est empoisonné par Mahaut et meurt presque immédiatement à la vue de tous.
Sans preuve directe de sa culpabilité et incertains de l'implication de Philippe, les Bouville sont contraints de garder leur secret. Ils contraignent une Marie dévastée à élever Jean comme sien, de garder le secret et de ne plus jamais revoir Guccio Baglioni, qui quittera la France pour l'Italie.

### La Louve de France(1959)
Cinq ans plus tard, Charles IV, le frère cadet de Louis X et de Philippe V le Long, est désormais roi de France. Sa sœur Isabelle est toujours mariée au roi anglais Édouard II, dont la faveur de son amant Hugues le Despenser est maintenant ouverte. La proximité avec la famille Despenser a marginalisé Isabelle et incité à la rébellion les barons vassaux d'Édouard.
Après que le baron rebelle Roger Mortimer s'évade de la Tour de Londres et s'enfuit en France pour comploter contre Édouard, Isabelle s'y rend sous prétexte de négocier un traité avec son frère. Elle et Mortimer, co-conspirateurs, deviennent amants. De son côté, Bouville se confesse au pape Jean concernant le petit roi Jean ; le pape l'encourage à garder le secret.
Mahaut cherche sa vengeance contre Isabelle, maintenant surnommée par le peuple la Louve de France, et prépare son expulsion de France et une mort certaine aux mains d'Édouard. Cependant, aidés par des barons du Hainaut et des barons dissidents d'Édouard, Mortimer et Isabelle envahissent l'Angleterre et déposent Édouard en faveur de son fils Édouard III. Fille et épouse de rois, Isabelle ne veut pas donner l'ordre de faire tuer Édouard, mais un Mortimer jaloux et insistant lui force la main et ses serviteurs assassinent brutalement l'ancien roi emprisonné et humilié, après le procès et l'exécution cruelle de Hugues le Despenser.

### Le Lis et le Lion(1960)
Charles meurt et son cousin Philippe de Valois lui succède. Pendant ce temps, le jeune Édouard III a épousé Philippa du Hainaut, et la popularité du régent Mortimer décroît. Lorsque Mortimer orchestre l'exécution de l'oncle du roi, Edmond, comte de Kent, Édouard III reprend le pouvoir et fait exécuter Mortimer.
Robert est contraint de falsifier des documents pour remplacer ceux que Mahaut a détruits pour récupérer l'Artois. Amoureuse de Robert et excitée par le danger, Béatrice empoisonne Mahaut, puis sa fille et héritière Jeanne. Malheureusement pour Robert, les falsifications sont détectées et il refuse l'offre de Philippe VI d'abandonner l'Artois, ce qui l'oblige à s'exiler.
Désormais fugitif et hors la loi, Robert rejoint la cour d'Angleterre et parvient à convaincre le roi Edouard III de revendiquer le trône français ; Robert est tué au combat.
Douze ans plus tard, Giannino Baglioni est convoqué à Rome par le tribun Cola di Rienzo, qui révèle au banquier siennois que Giannino est en réalité Jean Ier, le roi légitime de la France.

### Quand un roi perd la France(1977)
Le cardinal Hélie de Talleyrand-Périgord raconte le règne troublé du fils de Philippe de Valois, Jean II le Bon, qui poursuit les errements de son père au début de la guerre de Cent Ans. Jean crée la discorde par la faveur disproportionnée qu'il accorde au beau Charles de la Cerda, ce qui déclenche une querelle avec son gendre Charles II de Navarre, candidat au trône par sa mère Jeanne, fille unique de Louis X et de Marguerite de Bourgogne, qui finit par assassiner le favori Charles.
Encouragé par les Navarrais et profitant de la tourmente en France, Édouard III renouvelle sa prétention au trône français. Son fils, Édouard, le Prince Noir, monte une expédition en France. Finalement confronté aux forces de Jean qui sont largement plus nombreuses que les siennes, le jeune Édouard parvient néanmoins à inverser le rapport de forces et à vaincre les Français, capturant Jean II le Bon, son plus jeune fils Philippe II de Bourgogne et plusieurs grands seigneurs français.

## Perspectives historiques des Rois maudits

### De l'ordre féodal à l'État royal

#### Ducomté d'Artoisà l’État bourguignon
Les maisons nobles finissent par s’éteindre pour cause d’extinction des lignées masculines, ce qui aboutit à la concentration des seigneuries entre quelques mains. L’histoire qui débute par la succession d’Artois va aboutir à l’émergence d’une vaste principauté qui prendra la forme d’un État.
Mahaut d'Artois a épousé Othon IV, comte de Bourgogne, c’est-à-dire la Franche-Comté, adossée au Jura, avec Besançon et Dole. Elle capte le comté d’Artois en 1302, grâce à la mort précoce de son frère Philippe et au détriment du fils de celui-ci Robert.
Comme la comtesse perd elle-même son fils, Artois et Comté se trouvent transmis par les femmes à l’héritier du duc de Bourgogne. En effet, Philippe V le Long, qui a épousé la fille aînée de Mahaut, marie sa première fille à Eudes IV (voir La loi des mâles, les fiancés jouent à chat perché). On comprend ainsi l'intérêt de la sœur d’Eudes IV, Jeanne de Bourgogne, à intervenir auprès de son mari le roi Philippe VI pour neutraliser les prétentions de Robert d’Artois (voir Le lis et le lion, la mâle reine). C'est d'ailleurs leur fils Jean Le Bon qui héritera de la Bourgogne ducale.
En effet, la mort prématurée en 1361 de l’héritier du duché de Bourgogne, Philippe de Rouvres, provoquera un partage des possessions de celui-ci. Artois et Comté reviendront alors à Marguerite, deuxième fille de Philippe V, qui les apportera à son fils Louis de Mâle, comte de Flandre. Celui-ci, déjà héritier par les femmes du comté de Nevers, sur la Loire, et du comté de Rethel, dans les Ardennes, transmettra un superbe héritage à sa fille unique, Marguerite.
Pour éviter que cette dernière n’épouse un prince anglais en pleine guerre de Cent Ans, le roi Charles V lui donnera pour époux son frère Philippe Le Hardi, préalablement doté du duché de Bourgogne, héritage de leur grand-mère Jeanne de Bourgogne.
Le nouveau duc de Bourgogne entreprendra une politique ambitieuse qui, poursuivie par ses successeurs, aboutira à la réunion des provinces qui forment aujourd’hui les États de Belgique et des Pays-Bas. Son fils Jean Sans Peur affirmera sa puissance en dressant en plein Paris un donjon, encore debout aujourd’hui à l'emplacement de l'hôtel de Mahaut, l'hôtel d'Artois étant devenu l'hôtel de Bourgogne. Il assassinera le 23 novembre 1407 son cousin Louis d’Orléans, déclenchant la guerre civile entre Armagnacs et Bourguignons.

#### Les rois légistes
Au cours du XIIIe siècle, le territoire soumis à l’autorité des rois de France s’est agrandi de plusieurs provinces : Champagne, Languedoc, Normandie, Poitou…
Philippe IV le Bel s’entoure de juristes, les légistes, qui réalisent un important travail de mise en forme des prérogatives de la Couronne. Par exemple, le roi a acquis en 1258 les terres résiduelles de la vicomté de Gévaudan autour de Grèzes (Lozère), ce qui le met en position de  vassal de son propre vassal, l'évêque de Mende. En effet, celui-ci s'était fait confirmer en 1161 par le roi Louis VII la suzeraineté sur le Gévaudan. Il s’ensuit des différends entre les agents du roi et ceux de l’évêque pour délimiter les droits de chacun. Philippe le Bel se rapproche de l’évêque Guillaume VI Durand pour conclure l’acte de paréage qui fixera jusqu’à la Révolution le statut du Gévaudan. Le titre de comte est reconnu à l'évêque de Mende, mais les droits attachés au titre sont en fait partagés à parts égales entre le roi et l’évêque .
Par ailleurs, le conseil qui assiste le roi pour gouverner donne naissance à des organes plus spécialisés. Sous Philippe V le Long, sont définitivement mis en place le Parlement (1316), la cour souveraine de justice, et la Cour des Comptes (1320), qui est destinée à préserver le domaine royal et à vérifier les opérations des agents du roi .
C’est contre cette évolution que réagit Charles de Valois, le frère de Philippe le Bel (voir La reine étranglée). Il reste attaché à une forme plus traditionnelle et féodale de gouvernement, dans laquelle le roi est assisté par ses pairs, les grands seigneurs. Ceux-ci sont imbus de grandes idées chevaleresques et en fait peu préparés à gérer un domaine qui est en train de devenir un État.

### Dynastie capétienne

#### Les trois lignées de la dynastie capétienne
La première lignée par les mâles se termine par les trois fils de Philippe IV le Bel, qui règnent de 1314 à 1328 : Louis X le Hutin, Philippe V le Long et Charles IV le Bel. Le fils de Louis X, Jean Ier, a certes le privilège de naître roi mais connaît le plus court règne de l’histoire de France : quelques jours.
La deuxième lignée est issue du second fils de Philippe III le Hardi et frère de Philippe le Bel : Charles de Valois.
- Les rois de la branche aînée des Valois, en particulier Charles V et Charles VII, se consacrent à affirmer leur autorité et leur légitimité, vivement contestée par les rois d’Angleterre durant la guerre de Cent Ans.
- Les rois de la branche cadette, issue de Louis d’Orléans, second fils de Charles V, connaissent un destin plus contrasté. Certes, Louis XII et François Ier, sûrs de leur assise en France, entreprennent des projets en Italie, vains et coûteux. Mais la lignée des Valois se termine elle aussi par trois frères, François II, Charles IX et Henri III, qui subissent les affres des guerres de Religion de 1559 à 1589, en compagnie de leur mère Catherine de Médicis.

Comme pour la seconde lignée, il faut remonter d’une génération pour la troisième, c’est-à-dire à Louis IX, père de Philippe III le Hardi et de Robert de Clermont (voir La loi des mâles, l'assemblée des trois dynasties). Le fils de ce dernier, Louis, est fait duc de Bourbon et pair de France (voir Le lis et le lion, travaux pour une couronne). Louis Ier a pour fils cadet Jacques Ier de la Marche, dont le lointain descendant, Henri de Navarre, futur Henri IV, fonde la maison royale des Bourbons, à l’issue d’une guerre civile de 1584 à 1594.
- Deux rois de la branche aînée des Bourbons, Louis XIII et Louis XIV, fondent un modèle de monarchie absolue qui est pendant un temps une référence en Europe. Encore une fois, cette branche se termine par trois frères : Louis XVI (1774-1792), Louis XVIII (1814-1824) et Charles X (1824-1830).
- La branche cadette, issue de Philippe d’Orléans frère de Louis XIV, comprend Philippe, deuxième duc d'Orléans, régent pendant la minorité de Louis XV, et le dernier roi des Français, Louis-Philippe (1830-1848).

#### La lutte des papes contre les empereurs: des rois capétiens à Naples
Le roi de France Louis X le Hutin épouse en secondes noces Clémence de Hongrie, issue de la maison capétienne de Naples et qui lui donne un fils (voir Les poisons de la couronne).
Le frère de Saint Louis, Charles d’Anjou, a connu un destin européen. Né en 1226, doté de l’Anjou en 1246, il a épousé la même année Béatrice, l’héritière de la Provence. C’est alors que le pape Urbain IV l'a mandaté pour conquérir le royaume de Sicile, en comptant sur les moyens que peuvent lui apporter la Provence, aux portes de l’Italie, et derrière lui le puissant roi de France.
Les papes sont en effet à cette époque suzerains du royaume de Sicile. Ils ont favorisé l’émergence de cet État, fondé par les Normands, pour contrebalancer en Italie l’autorité des empereurs germaniques. Le royaume de Sicile comprend l’île proprement dite, avec Palerme, ainsi que, sur le continent, la Calabre, les Pouilles et la Campanie, avec Naples. Les empereurs ont cependant contourné l’obstacle. Frédéric Barberousse a marié son fils avec l’héritière de Sicile, Constance, et son petit-fils Frédéric II est devenu à la fois empereur et roi de Sicile.
Charles d’Anjou a battu le fils de Frédéric II, Manfred, et est devenu roi de Sicile en 1266. Cette victoire de la papauté a eu de lourdes conséquences puisque l’institution impériale est sortie considérablement affaiblie du conflit. Le Saint-Empire romain germanique n’a pas eu de souverain de 1254 à 1273. L’émiettement politique des territoires qui en dépendent, essentiellement l’Allemagne et l’Italie du Nord, durera jusqu’au XIXe siècle.
Le succès de la maison d’Anjou ne s’arrête pas là : Charles II est parvenu à faire élire et reconnaître roi de Hongrie son petit-fils Charles Robert, le frère de Clémence de Hongrie.

## Personnages
| Liste des personnages des Rois Maudits par titre de noblesse | Liste des personnages des Rois Maudits par titre de noblesse | Liste des personnages des Rois Maudits par titre de noblesse                                  | Liste des personnages des Rois Maudits par titre de noblesse                                  | Liste des personnages des Rois Maudits par titre de noblesse                    | Liste des personnages des Rois Maudits par titre de noblesse | Liste des personnages des Rois Maudits par titre de noblesse   |
| Titre                                                        | Tome 1 Le Roi de Fer (1314)                                  | Tome 2 La Reine étranglée (1314-1315)                                                         | Tome 3 Les Poisons de la Couronne (1315-1316)                                                 | Tome 4 La Loi des Mâles (1316-1317)                                             | Tome 5 La Louve de France (1323-1327)                        | Tome 6 La Lys et le Lion (1328-1342)                           |
| ------------------------------------------------------------ | ------------------------------------------------------------ | --------------------------------------------------------------------------------------------- | --------------------------------------------------------------------------------------------- | ------------------------------------------------------------------------------- | ------------------------------------------------------------ | -------------------------------------------------------------- |
| Monarques                                                    |                                                              |                                                                                               |                                                                                               |                                                                                 |                                                              |                                                                |
| Roi de France                                                | Philippe IV le Bel                                           | Louis X le Hutin                                                                              | Louis X le Hutin                                                                              | Philippe de Poitiers (Régent de France) Jean Ier le Posthume Philippe V le Long | Charles IV le Bel                                            | Philippe VI de Valois                                          |
| Roi de Navarre                                               | Philippe IV le Bel                                           | Louis X le Hutin                                                                              | Louis X le Hutin                                                                              | Philippe de Poitiers (Régent de France) Jean Ier le Posthume Philippe V le Long | Charles IV le Bel                                            | Philippe III de Navarre (de jure uxoris)                       |
| Reine de France                                              | Aucune                                                       | Marguerite de Bourgogne                                                                       | Clémence de Hongrie                                                                           | Jeanne II de Bourgogne                                                          | Blanche de Bourgogne Marie de Luxembourg Jeanne d'Évreux     | Jeanne de Bourgogne                                            |
| Reine de Navarre                                             | Aucune                                                       | Marguerite de Bourgogne                                                                       | Clémence de Hongrie                                                                           | Jeanne II de Bourgogne                                                          | Blanche de Bourgogne Marie de Luxembourg Jeanne d'Évreux     | Jeanne II de Navarre                                           |
| Roi de Bohême                                                | Jean de Luxembourg                                           | Jean de Luxembourg                                                                            | Jean de Luxembourg                                                                            | Jean de Luxembourg                                                              | Jean de Luxembourg                                           | Jean de Luxembourg                                             |
| Roi d'Écosse (Non reconnu avant 1328)                        | Robert Bruce Ier (Roi des Écossais)                          | Robert Bruce Ier (Roi des Écossais)                                                           | Robert Bruce Ier (Roi des Écossais)                                                           | Robert Bruce Ier (Roi des Écossais)                                             | Robert Bruce Ier (Roi des Écossais)                          | David II                                                       |
| Reine mère de Naples                                         | Marie de Hongrie                                             | Marie de Hongrie                                                                              | Marie de Hongrie                                                                              | Marie de Hongrie                                                                | Non applicable                                               | Non applicable                                                 |
| Pape et pairs ecclésiastiques                                |                                                              |                                                                                               |                                                                                               |                                                                                 |                                                              |                                                                |
| Pape                                                         | Clément V                                                    | Jacques Duèze (Prétendant au conclave papal) Francesco Caetani (Prétendant au conclave papal) | Jacques Duèze (Prétendant au conclave papal) Francesco Caetani (Prétendant au conclave papal) | Jean XXII                                                                       | Jean XXII                                                    | Jean XXII Benoît XII                                           |
| Archevêque-Duc de Reims                                      | Robert de Courtenay-Champignelles                            | Robert de Courtenay-Champignelles                                                             | Robert de Courtenay-Champignelles                                                             | Robert de Courtenay-Champignelles                                               | Guillaume de Trie                                            | Guillaume de Trie Jean II de Vienne                            |
| Évêque-Duc de Laon                                           | Aucun                                                        | Aucun                                                                                         | Aucun                                                                                         | Raoul Rousselet                                                                 | Albert de Roye                                               | Albert de Roye Roger d'Armagnac Hugues d'Arcy                  |
| Évêque-Comte de Beauvais                                     | Jean de Marigny                                              | Jean de Marigny                                                                               | Jean de Marigny                                                                               | Jean de Marigny                                                                 | Jean de Marigny                                              | Jean de Marigny                                                |
| Évêque-Comte de Langres                                      | Louis de Poitiers                                            | Louis de Poitiers                                                                             | Louis de Poitiers                                                                             | Louis de Poitiers                                                               | Louis de Poitiers                                            | Pierre de Rochefort                                            |
| Évêque-Comte de Châlons-en-Champagne                         | Pierre de Latilly                                            | Pierre de Latilly                                                                             | Pierre de Latilly                                                                             | Pierre de Latilly                                                               | Pierre de Latilly                                            | Simon de Châteauvillain Philippe de Melun Jean Mandevilain     |
| Évêque-Comte de Noyon                                        | Foucaud de Rochechouart                                      | Foucaud de Rochechouart                                                                       | Foucaud de Rochechouart                                                                       | Foucaud de Rochechouart                                                         | Foucaud de Rochechouart                                      | Guillaume Bertrand Étienne Aubert (Futur pape)                 |
| Cour de France et Pairs laïcs                                |                                                              |                                                                                               |                                                                                               |                                                                                 |                                                              |                                                                |
| Duc-pair de Bourbogne                                        | Eudes IV de Bourgogne                                        | Eudes IV de Bourgogne                                                                         | Eudes IV de Bourgogne                                                                         | Eudes IV de Bourgogne                                                           | Eudes IV de Bourgogne                                        | Eudes IV de Bourgogne                                          |
| Duc-pair de Normandie                                        | Aucun                                                        | Aucun                                                                                         | Aucun                                                                                         | Aucun                                                                           | Aucun                                                        | Jean de Normandie                                              |
| Duc-pair de Guyenne (Roi d'Angleterre)                       | Édouard II                                                   | Édouard II                                                                                    | Édouard II                                                                                    | Édouard II                                                                      | Édouard II                                                   | Édouard III                                                    |
| Duc-pair de Bourbon                                          | Aucun                                                        | Aucun                                                                                         | Aucun                                                                                         | Aucun                                                                           | Louis Ier de Bourbon                                         | Louis Ier de Bourbon                                           |
| Duc-pair de Bretagne                                         | Jean III de Bretagne                                         | Jean III de Bretagne                                                                          | Jean III de Bretagne                                                                          | Jean III de Bretagne                                                            | Jean III de Bretagne                                         | Jean III de Bretagne                                           |
| Comte-pair de Valois                                         | Charles de Valois                                            | Charles de Valois                                                                             | Charles de Valois                                                                             | Charles de Valois                                                               | Philippe de Valois                                           | Aucun                                                          |
| Comte-pair d'Évreux                                          | Louis d'Évreux                                               | Louis d'Évreux                                                                                | Louis d'Évreux                                                                                | Louis d'Évreux                                                                  | Philippe d'Evreux                                            | Philippe d'Evreux                                              |
| Comte-pair de Flandres                                       | Robert III de Flandre                                        | Robert III de Flandre                                                                         | Robert III de Flandre                                                                         | Robert III de Flandre                                                           | Louis Crecy                                                  | Louis Crecy                                                    |
| Comte-pair de Champagne                                      | Louis le Hutin                                               | Jeanne de France                                                                              | Aucun                                                                                         | Aucun                                                                           | Aucun                                                        | Aucun                                                          |
| Comte-pair d'Anjou                                           | Charles de Valois                                            | Charles de Valois                                                                             | Charles de Valois                                                                             | Charles de Valois                                                               | Philippe de Valois                                           | Jean II le Bon                                                 |
| Comte-pair d'Artois                                          | Mahaut d'Artois                                              | Mahaut d'Artois                                                                               | Mahaut d'Artois                                                                               | Mahaut d'Artois                                                                 | Mahaut d'Artois                                              | Mahaut d'Artois Jeanne II de Bourgogne Jeanne III de Bourgogne |
| Comte-Pair de Poitiers                                       | Philippe de Poitiers (en tant que Comte)                     | Philippe de Poitiers                                                                          | Philippe de Poitiers                                                                          | Aucun                                                                           | Aucun                                                        | Aucun                                                          |
| Comte-pair de la Marche                                      | Aucun                                                        | Aucun                                                                                         | Aucun                                                                                         | Charles le Bel                                                                  | Aucun                                                        | Aucun                                                          |
| Comte de Beaumont-le-Roger (également pair de 1328 à 1332)   | Aucun                                                        | Aucun                                                                                         | Aucun                                                                                         | Robert III d'Artois                                                             | Robert III d'Artois                                          | Robert III d'Artois                                            |
| Comte de Porcien                                             | Gaucher V de Châtillon                                       | Gaucher V de Châtillon                                                                        | Gaucher V de Châtillon                                                                        | Gaucher V de Châtillon                                                          | Gaucher V de Châtillon                                       | Aucun                                                          |
| Comte de Clermont                                            | Robert de Clermont                                           | Robert de Clermont                                                                            | Robert de Clermont                                                                            | Robert de Clermont                                                              | Aucun                                                        | Aucun                                                          |
| Grand chambellan de France                                   | Hugues III de Bouville                                       | Hugues III de Bouville                                                                        | Hugues III de Bouville                                                                        | Hugues III de Bouville                                                          | Hugues III de Bouville                                       | Miles de Noyers                                                |
| Cour d'Angleterre                                            |                                                              |                                                                                               |                                                                                               |                                                                                 |                                                              |                                                                |
| Roi d'Angleterre                                             | Édouard II                                                   | Édouard II                                                                                    | Édouard II                                                                                    | Édouard II                                                                      | Édouard II                                                   | Roger Mortimer (Régent) Édouard III                            |
| Reine d'Angleterre                                           | Isabelle de France                                           | Isabelle de France                                                                            | Isabelle de France                                                                            | Isabelle de France                                                              | Isabelle de France                                           | Philippa de Hainaut                                            |
| Comte de Chester                                             | Édouard III                                                  | Édouard III                                                                                   | Édouard III                                                                                   | Édouard III                                                                     | Édouard III                                                  | Aucun                                                          |
| Comte de March                                               | Aucun                                                        | Aucun                                                                                         | Aucun                                                                                         | Aucun                                                                           | Aucun                                                        | Roger Mortimer                                                 |
| Comte de Lancastre                                           | Henri de Lancastre                                           | Henri de Lancastre                                                                            | Henri de Lancastre                                                                            | Henri de Lancastre                                                              | Thomas de Lancastre                                          | Thomas de Lancastre                                            |
| Comte d'Arundel                                              | Edmond FitzAlan                                              | Edmond FitzAlan                                                                               | Edmond FitzAlan                                                                               | Edmond FitzAlan                                                                 | Edmond FitzAlan                                              | Aucun                                                          |
| Comte de Kent                                                | Aucun                                                        | Aucun                                                                                         | Aucun                                                                                         | Aucun                                                                           | Edmond de Woodstock                                          | Edmond de Woodstock Edmond de Kent                             |
| Évêque d'Exeter                                              | Walter de Stapledon                                          | Walter de Stapledon                                                                           | Walter de Stapledon                                                                           | Walter de Stapledon                                                             | Walter de Stapledon James Berkeley                           | John Grandisson                                                |
| Évêque de Hereford                                           | Richard Swinefield                                           | Richard Swinefield                                                                            | Richard Swinefield                                                                            | Adam Orleton                                                                    | Adam Orleton                                                 | Thomas Charlton                                                |
| Évêque de Lincoln                                            | Jean d'Aldreby                                               | Jean d'Aldreby                                                                                | Jean d'Aldreby                                                                                | Jean d'Aldreby                                                                  | Henry Burghersh                                              | Henry Burghersh                                                |
| Archevêque d'York                                            | William Melton                                               | William Melton                                                                                | William Melton                                                                                | William Melton                                                                  | William Melton                                               | William Melton                                                 |
| Autres comtes                                                |                                                              |                                                                                               |                                                                                               |                                                                                 |                                                              |                                                                |
| Comte de Hainaut et de Hollande                              | Guillaume Ier de Hainaut                                     | Guillaume Ier de Hainaut                                                                      | Guillaume Ier de Hainaut                                                                      | Guillaume Ier de Hainaut                                                        | Guillaume Ier de Hainaut                                     | Guillaume Ier de Hainaut Guillaume II de Hainaut               |
| Comte de Luxembourg                                          | Jean de Luxembourg                                           | Jean de Luxembourg                                                                            | Jean de Luxembourg                                                                            | Jean de Luxembourg                                                              | Jean de Luxembourg                                           | Jean de Luxembourg                                             |

## Livres audio
Les sept romans ont fait l'objet d'éditions successives sous forme de livres audio, chez Livraphone, en 2003 (plusieurs disques compacts audio par roman) puis en 2004 (un disque compact audio MP3 par roman), dans des narrations de François Berland pour les six premiers volumes, et de Éric Herson-Macarel pour le dernier :

## Adaptations télévisées
- Les Rois maudits : série télévisée, version de 1972 de Claude Barma
- Les Rois maudits : série télévisée, version de 2005 de Josée Dayan